# Simone Topasio
Simone Topasio di Genova (Génova, Reino de Italia; 3 de junio de 1878) fue un noble, empresario y diplomático italiano. A los 25 años heredó el patrimonio de su padre, el conde Giovanni Topasio di Genova, empresario involucrado en la industria agrícola y marítima.

## Trayectoria
Topasio continuó expandiendo el negocio de su padre, lo que le permitió involucrarse en la banca italiana convirtiéndose en socio inversionista de la Banca Commerciale Italiana en 1909. Su trayectoria diplomática se destacó por su labor como cónsul en Marsella, Francia de 1914 hasta 1922. Al volver a Génova, liquidó casi la totalidad de su patrimonio empresarial producto de inversiones riesgosas. Alejado del mundo empresarial y político, Topasio llevó una vida tranquila desde entonces.

## Familia y descendencia
Simone Topasio se casó una vez y tuvo a su único hijo, el conde Virgilio Topasio. Luego del fallecimiento de Simone, su hijo emigró a Chile junto a su familia. Virgilio perdió el título de conde luego de que la Constitución de la República Italiana de 1947 aboliera el reconocimiento de todo título de nobleza. 